# Alain Laboile
Alain Laboile (né le 1er mai 1968 à Bordeaux) est un photographe français connu pour ses photographies de famille en noir et blanc.

## Début de carrière
Sculpteur de profession, Alain Laboile s'initie à la photographie au début des années 2000, en photographiant des insectes. Il partage ses premières images sur le forum spécialisé Planète Powershot et découvre la technique par le biais d'échanges critiques avec les internautes. 
Père de famille, il tourne ensuite rapidement son appareil vers ses six enfants : Eliott, Olyana, Luna, Merlin, Dune et Nil. Alain Laboile travaille chez lui, dans sa maison en pleine campagne bordelaise, où il réside avec sa femme Anne et ses enfants. La documentation au quotidien de leur vie de famille devient alors son sujet principal.

## Publications
En novembre 2010, il obtient une première publication dans le magazine français Compétence photo (Compétence Photo no 19, « Petits secrets de composition »). Deux ans plus tard, ses images sont publiées dans le magazine français de photojournalisme 6Mois (« Jeux de mains, jeux de lutins ») puis sur le blog photo du New York Times. Sa série fait aussi l’objet d’un premier livre, En attendant le facteur, chez KnowWare éditions, en 2012.
Depuis 2013, ses photos ont été exposées à Tokyo au Japon, à New Dehli en Inde et Santa Monica aux États-Unis, mais aussi en France, Autriche, Russie, Mexique, Cambodge, Brésil, Pays-Bas[réf. nécessaire]… 
Elles ont été publiées en édition limitée par la galerie Vevais, par les éditions Bessard, chez l’éditeur hollandais Duncan Meeder ou encore chez l’éditeur allemand Kehrer Verlag. 
Son travail est aujourd’hui représenté par la galerie 29 arts in progress à Milan. 
En France, la série « La Famille » fait partie de la collection permanente du Musée français de la photographie, à Bièvres.

## Livres
- « Petits secrets de composition », Compétence photo, no 19, novembre 2010[3].
- Victoria Scoffier, « Jeux de mains, jeux de lutin », 6MOIS, no 4, septembre 2012[4]
- Kerri MacDonald, Capturing a Childhood Idyll in France, décembre 2012[1]
- En attendant le facteur, KnowWare éditions[7]
- At the edge of the world, Kehrer Verlag[8]
- Under the Monochrom rainbow, Duncan Meeder[9]

## Expositions
- 2013, Exposition à la Dnj Gallery, à Santa Monica, États-Unis[10].
- 2013, Exposition au Delhi photo festival, New Delhi, Inde[11].
- 2013, Exposition solo à la Jiro Miura Gallery, à Tokyo, Japon[12].
- 2014, Exposition collective, "Aux frontières de l'intime", Musée français de la photographie, Bièvres[13].
- 2014, Exposition solo à la Kunstnetzwerk Gallery à Vienne, Autriche[14].
- 2015, Exposition à la galerie Leica, à São Paulo, Brésil[15].